# Американский институт банкротства
Американский институт банкротства (англ. American Bankruptcy Institute, ABI) — организация, объединяющая более 13 тысяч специалистов в области банкротства и несостоятельности: юристов, судей, преподавателей права, бухгалтеров, инвестиционных банкиров и специалистов по финансовому оздоровлению компаний. Он позиционирует себя как «крупнейшую мульти-дисциплинарную, стоящую вне партий организацию, ставящую своей целью проведение исследований и просветительную деятельность по вопросам, касающимся несостоятельности».
Американский институт банкротства распространяет информацию посредством организации конференций и издания научных журналов, в число которых входит «American Bankruptcy Institute Law Review». Он также проводит круглые столы, собирающие вместе представителей, придерживающихся разных точек зрения на конкретные вопросы, касающиеся несостоятельности. Кроме того, Американским институтом банкротства создана комиссия по изучению и реформированию главы 11 законодательства, регулирующего банкротства.